# Maison d'Einstein (Caputh)
Pour l’article homonyme, voir Maison d'Einstein.
La maison d'Einstein est un chalet aménagé en 1929 à Caputh, à 6 km au sud de Potsdam. Cette résidence secondaire a été habitée entre 1929 et 1932 par Albert Einstein, sa seconde femme Elsa et ses deux belles-filles. Conçue comme un pavillon d'été, au bord d'un lac, les Einstein y vivaient toute l'année. À l'occasion de l'« année Einstein », le bâtiment a été réparé pour accueillir, depuis mai 2005, les touristes et organiser des expositions.

## Historique

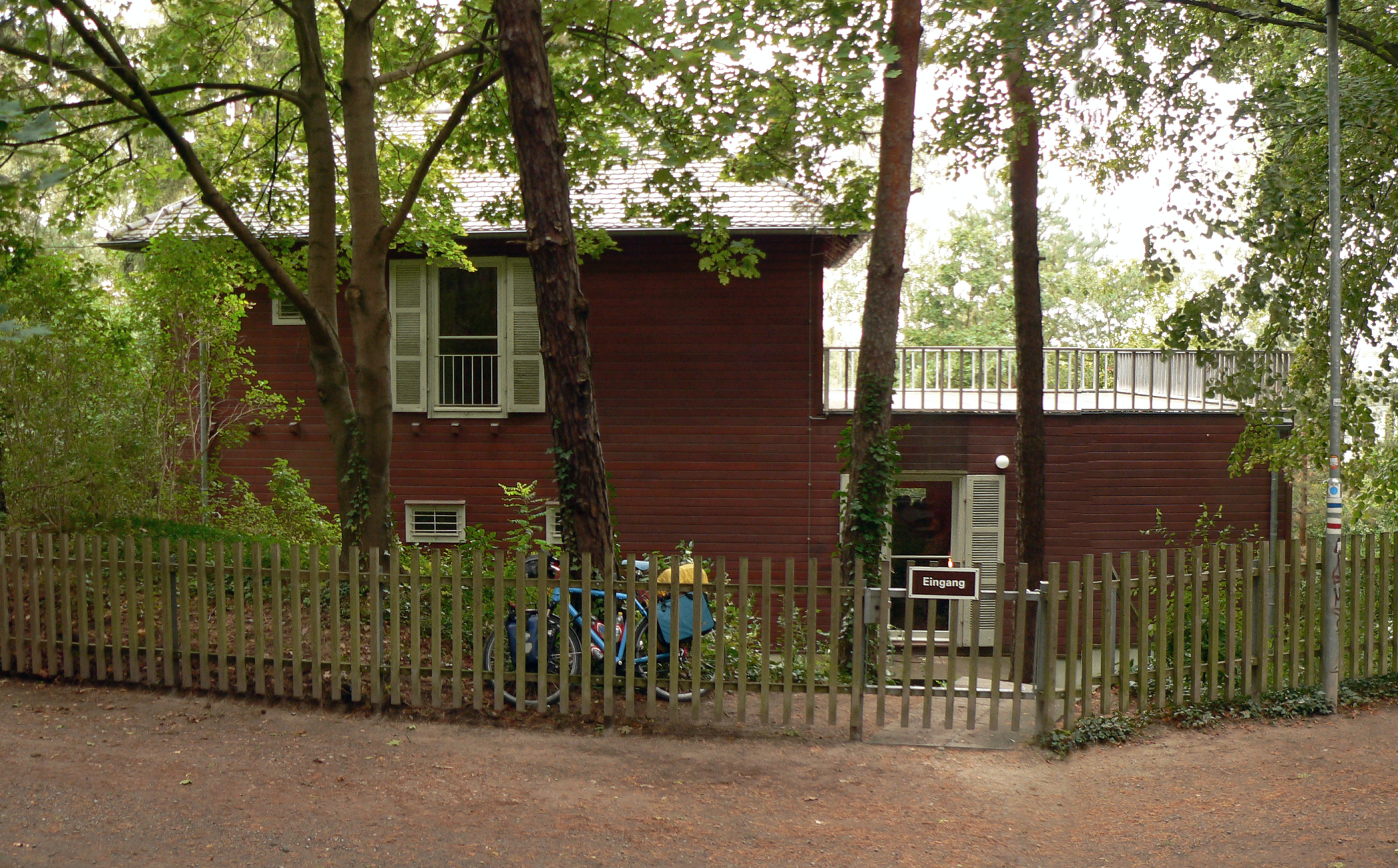
Entrée depuis la route.

C'est sur une proposition du premier bourgmestre de Berlin Gustav Böß que la ville de Berlin décida d'offrir à Albert Einstein, pour les  50 ans de l'illustre physicien, une maison au bord d'un lac, dotée d'une estacade. La ville lui proposa donc d'abord un choix parmi une douzaine de maisons, mais Einstein les refusa, soit parce parce qu'elles étaient mal situées, soit parce qu'il n'était pas d'accord avec les conditions du propriétaire. Aucune maison valable n'ayant pu être trouvée, il fut décidé d'offrir à Einstein un lopin de terre, afin qu'il y construise la maison qui lui convenait ; mais la chose s'avéra plus compliquée que prévu. À la suite d'une campagne de presse sur le « Scandale du cadeau raté de la municipalité de Berlin », le débat s'était envenimé au conseil régional de Berlin et Einstein décida de renoncer pour de bon ; même une lettre du haut-bourgmestre ne parvint pas à le faire revenir sur sa décision. Les Einstein trouvèrent finalement un terrain à vendre au n°7 de la Waldstrasse à Caputh, et Einstein fit construire la maison à ses frais.
La construction du pavillon d'été fut assurée en 1929 par l'architecte Konrad Wachsmann (1901–1980), pionnier de l'architecture industrielle. Avec la maison du Dr. Estrich à Jüterbog (1929) ce fut son premier chantier en tant qu'architecte indépendant. La construction elle-même fut exécutée par l'entreprise Christoph & Unmack AG de Niesky (Haute-Lusace), spécialisée dans les chalets, et dont le chef de projet entre 1926 et 1929 était Wachsmann. Sur un côté, la maison d'Einstein touche à la lisière des bois, et offre un panorama sur le lac de Templin, situé à moins de 300 m. Caputh n'était à la fin des années 1920 qu'un bourg de 3 000 habitants, vivant de maraîchages, de pêche et de l'artisanat local.

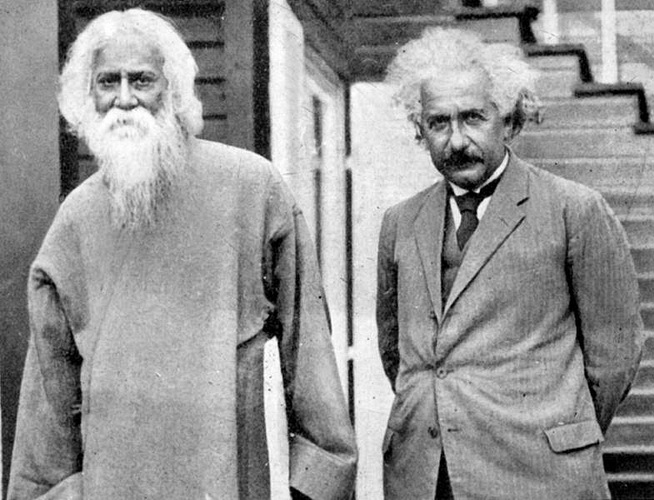
Visite de Rabindranath Tagore chez les Einstein (1930).

Les Einstein passaient l'essentiel de l'année dans cette maison de campagne, où le physicien pratiquait volontiers la voile sur les lacs des environs (quoiqu'il ne sache pas nager), ainsi que les promenades en forêt.
L'arrivée au pouvoir des Nazis en 1933 poussa Albert et Elsa Einstein à quitter définitivement l'Allemagne. La maison de Caputh fut confisquée par les nazis, bien que les propriétaires désignées au cadastre eussent été les deux belles-filles d'Albert. Un juge ami de la famille s'occupa de louer la maison au refuge juif de Caputh voisin, dirigé par Gertrud Feiertag (1890 † 1943). Hans Keilson y donna au cours des années suivantes des cours d'éducation physique ; puis en 1935, la maison, confisquée, fut revendue pour moins d'un cinquième de son prix initial à la congrégation de Caputh. Elle servit d'école maternelle et d'institut de formation pour institutrices. Lorsque la guerre éclata, la Wehrmacht la confisque pour son propre usage.
De 1945 à 1978, la maison était mise en location puis elle fut classée monument historique et restaurée par l'Académie des sciences de la RDA à l'occasion centenaire du physicien, en 1979, avant d'être reconvertie en maison d'hôtes et mémorial. Les tractations pour la restitution ou le dédommagement des héritiers d'Albert Einstein traînaient en longueur. Au terme d'un interminable procès en restitution, c'est l'Université hébraïque de Jérusalem, également dépositaire du fonds littéraire d'Albert Einstein, qui gère cette propriété. Depuis sa réouverture au public en mai 2005, elle est administrée par la fondation Einstein Forum et, comme Albert Einstein avait explicitement refusé qu'on lui consacre un musée, sert de centre de conférence scientifique. Depuis 2007 elle accueille les boursiers Einstein. Les visites au public sont limitées.

## Architecture

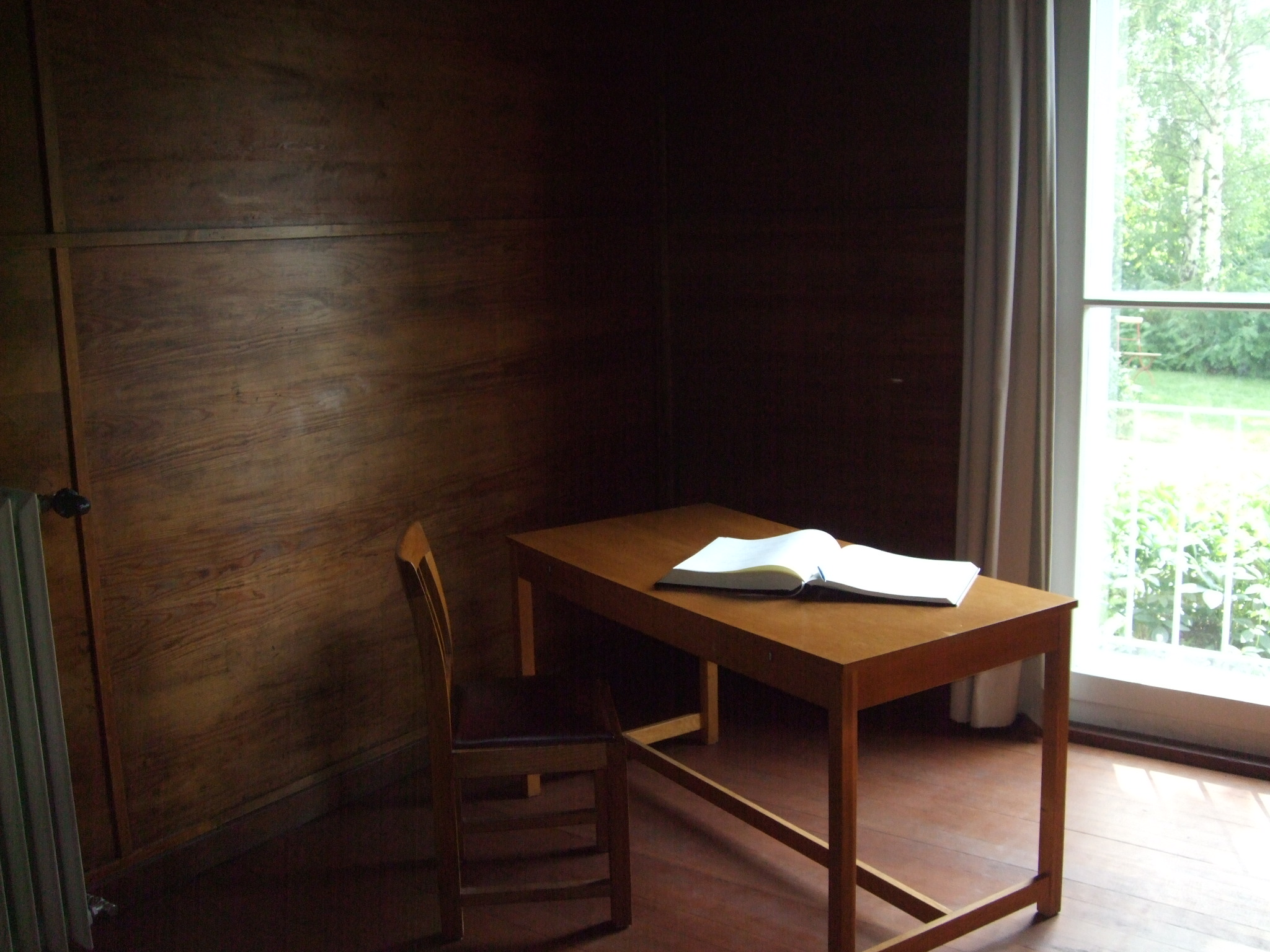
Le cabinet de travail d'Einstein au rez-de-chaussée.

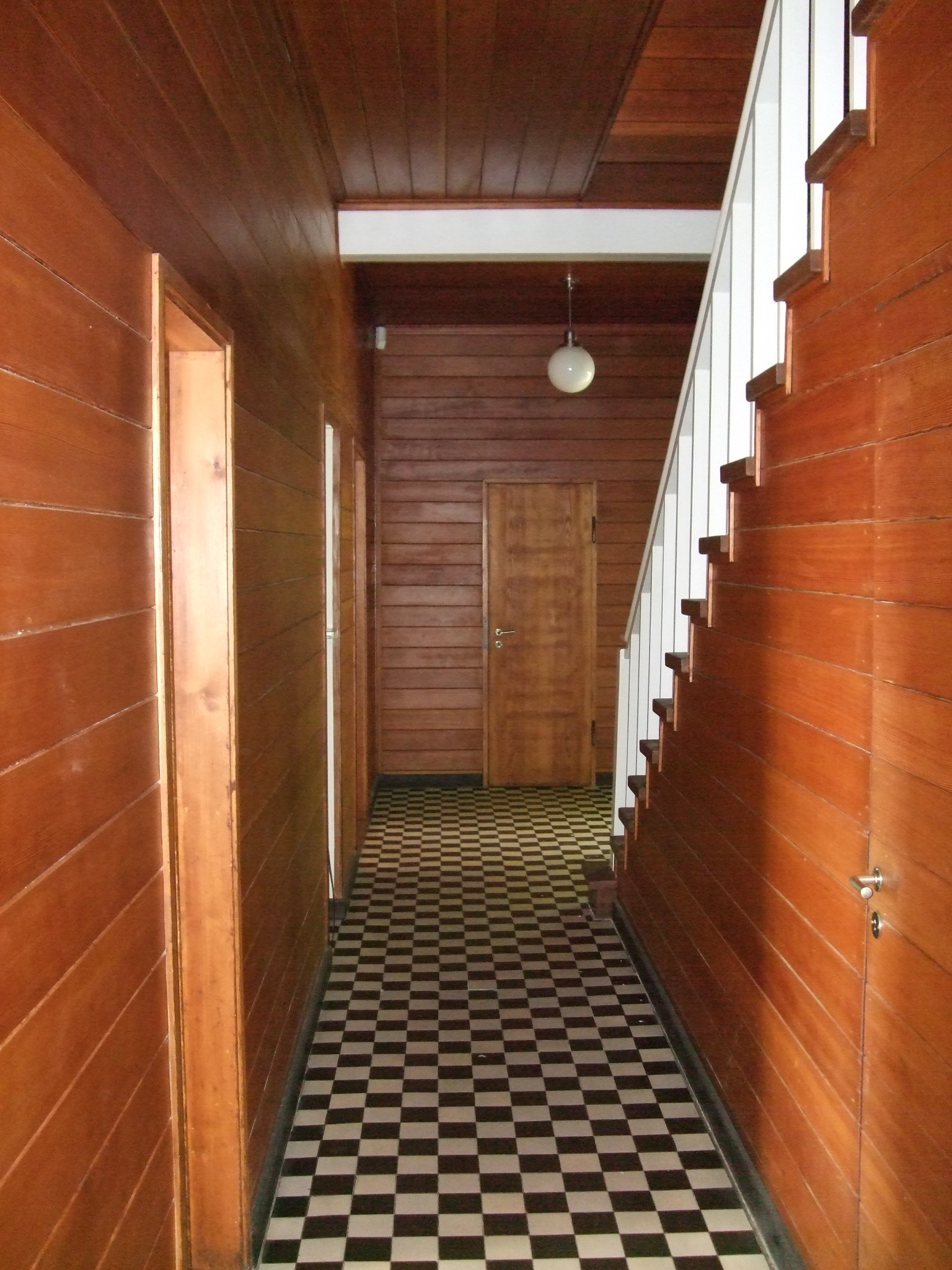
Le couloir au rez-de-chaussée et l'escalier intérieur.

La maison d'Einstein est un logement strictement fonctionnel, de style moderne et volontairement dépouillé. Einstein décida lui-même de sa structure en bois. Dotée d'un demi-sous-sol, c'est une combinaison de structure en charpente permanente, et de panneaux de bois amovibles : d'une part, la structure de la maison est un assemblage de charpentes clavées entre elles ; d'autre part, les cloisons et les planchers sont faits de panneaux et de planches. Les essences de bois sont le séquoïa importé des États-Unis et le mélèze de Galicie. Les cloisons son isolées avec des panneaux de carbolineum à base de tourbe séchée.
Les cloisons du rez-de-chaussée sont faites d'un bois relativement sombre, affectant une teinte rouge foncé, que l'on retrouve au sous-sol. L'ordonnance des pièces est spartiate, même s'il est vrai que l'ameublement d'origine a été perdu. La maison frappe par ses grandes portes-fenêtres blanches. Hormis le séjour, les pièces sont petites, mais fonctionnelles grâce aux armoires encastrées dans les cloisons et aux sanitaires individuels. La chambre d'Einstein au rez-de-chaussée lui servait aussi de cabinet de travail : le lit était encastré dans une niche de la cloison, il n'y avait qu'une table et une chaise droite, d'où le savant avait vue sur le village et les lacs de Havel ; enfin une solide console de bois posée à mi-hauteur pour ses livres. Les chambres à l'étage étaient celles de ses deux belles-filles et de la domestique.

## Hôtes illustres
Cette maison a accueilli tout ce que le monde cultivé de Berlin comptait de célébrités :
| - Max Born - Fritz Haber - Otto Hahn | - Max von Laue - Gerhart Hauptmann - Käthe Kollwitz | - Max Liebermann - Heinrich Mann - Erwin Schrödinger | - Max Planck - Arnold Zweig - Rabindranath Tagore |

## Einstein dans ses lettres
- « La voile, la vue, les promenades solitaires au printemps, le calme relatif, c'est un vrai paradis »[6] (Albert Einstein, 1929)
- « Viens donc à Caputh, crache au monde entier... »[7] (Albert Einstein à son fils)

## Voir également
- (de) Cet article est partiellement ou en totalité issu de l’article de Wikipédia en allemand intitulé « Einsteinhaus (Caputh) » (voir la liste des auteurs).
- (de) La maison d'Einstein à Caputh par la fondation Einstein Forum
- (de) Exposition „Einsteins Sommer-Idyll in Caputh“ organisée par l'office du tourisme de Caputh
- (de) Description architecturale de la maison d'Einstein
- (de) Caputh bei Potsdam. La résidence secondaire d'Albert Einstein a été réhabilitée entre 2003 et 2005 (Service des monuments historiques du Brandebourg)
- (de) Albert Einstein à Caputh de 1929 à 1932